# Comité voor de Bevrijding van Ceuta en Melilla

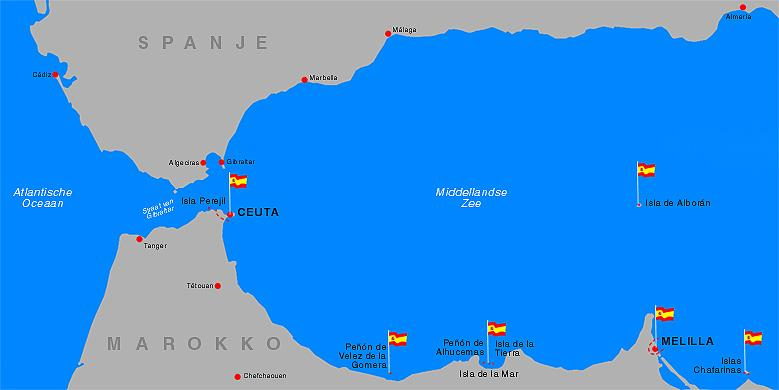
De betwiste Spaanse exclaves.

Het Comité voor de Bevrijding van Ceuta en Melilla was een Marokkaanse irredentistische organisatie die zich richtte op de Spaanse Plazas de soberanía. Het was gebaseerd op het irredentistische idee van Groot-Marokko.

## Geschiedenis
Het Comité voor de Bevrijding van Ceuta en Melilla werd opgericht in 2007 door leden die het irredentistische idee van Groot-Marokko verdedigden. Ze wilden het zo snel mogelijk uitvoeren door snelle acties en media-impact. Een van de meest bekende acties van de commissie waren de diefstal van de arm van het standbeeld van Pedro de Estopiñán y Virués of de aanval op Peñón de Vélez de la Gomera. De meeste acties werden uitgevoerd aan de grens tussen Spanje en Marokko in Melilla, waar de leden van de commissie verschillende Spaanse politieagenten aanvielen. Zowel de leider als verschillende activisten van de organisatie kregen voor deze incidenten een boete van de Marokkaanse autoriteiten. Sommige leden van de organisatie behoorden tot de Marokkaanse Liberale Partij (MLP).

## Ontbinding
De commissie werd op 16 juni 2014 ontbonden wegens, volgens haar leden, het gebrek aan steun van de Marokkaanse bevolking. De leider beschuldigde de regering van Marokko van hypocrisie en vroeg Spanje om vergeving voor hun daden.